# Netto
För andra betydelser, se Netto (olika betydelser).
|  | Wiktionary har en ordboksartikel om netto. |

Netto (från latin nitidus, 'glänsande', 'ren' via italienska netto, 'ren', 'oblandad') är en ekonomisk term som beskriver en summa, en vikt eller dylikt efter att avdrag gjorts. Motsatsen är brutto ("före avdrag"; av latinets brutus, 'dum', 'klumpig', via italienska bruto, 'brutal', 'rå').
I samband med familjers ekonomi likställs netto ofta med summan efter skatt (och eventuellt andra avdrag och kostnader). I de fall man talar om nettovikt avses produktens vikt, efter att förpackningens vikt och eventuellt den vätska produkten förvaras i, dragits bort.
Nettovinst är vinsten efter att alla kostnader dragits av.